# Giacinto Brandi

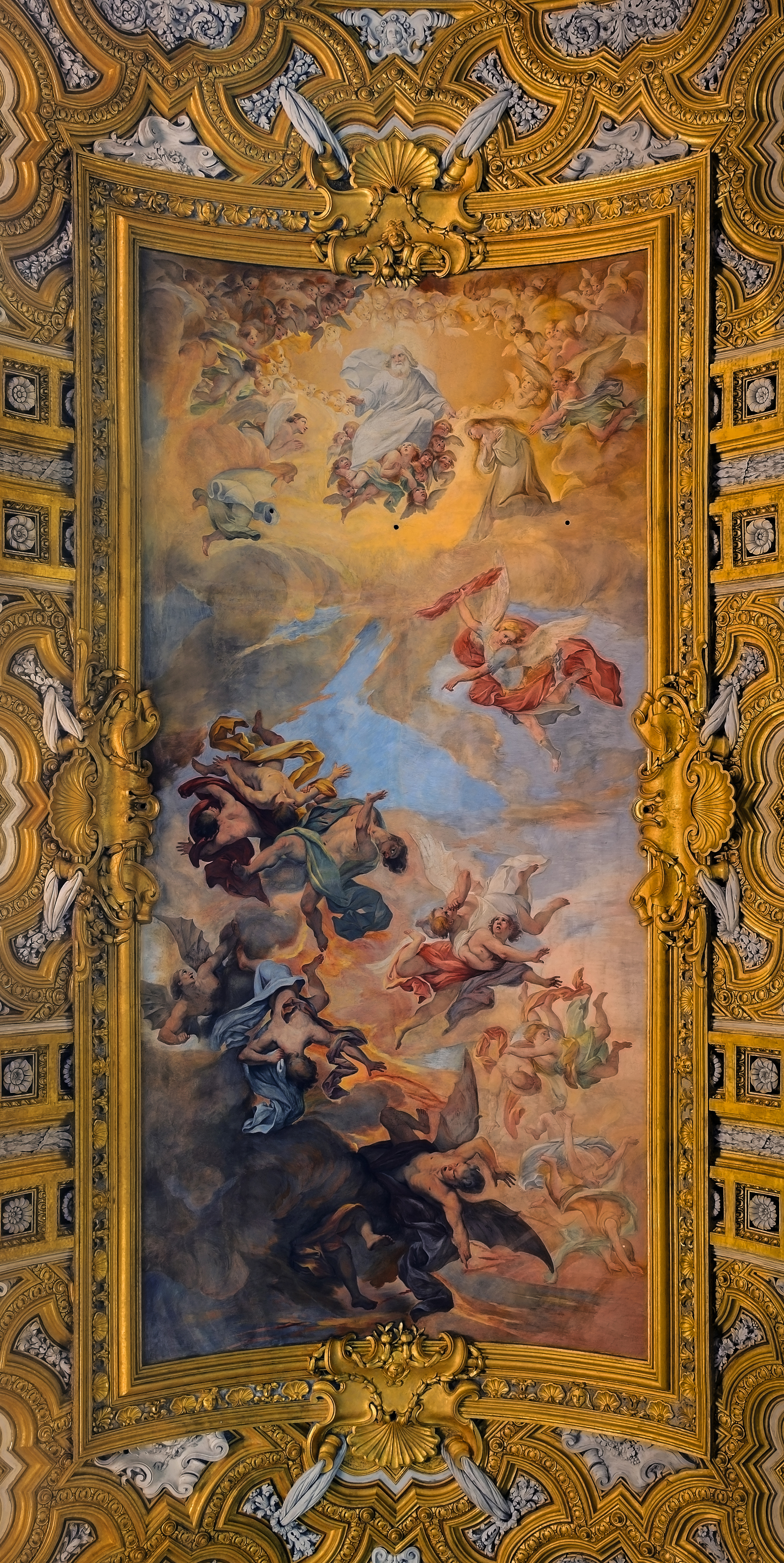
Caduta degli Angeli Ribelli

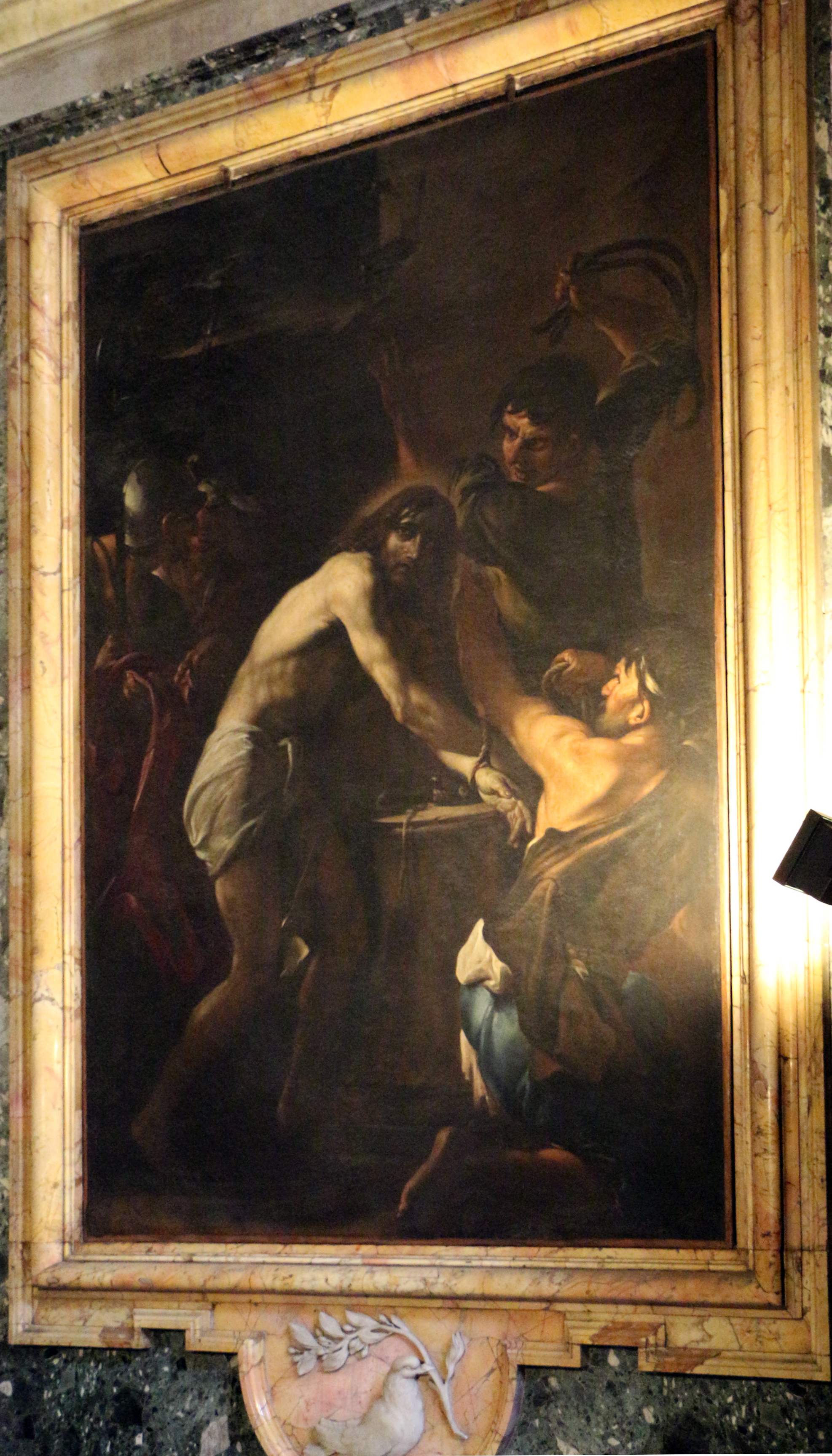
flagellazione

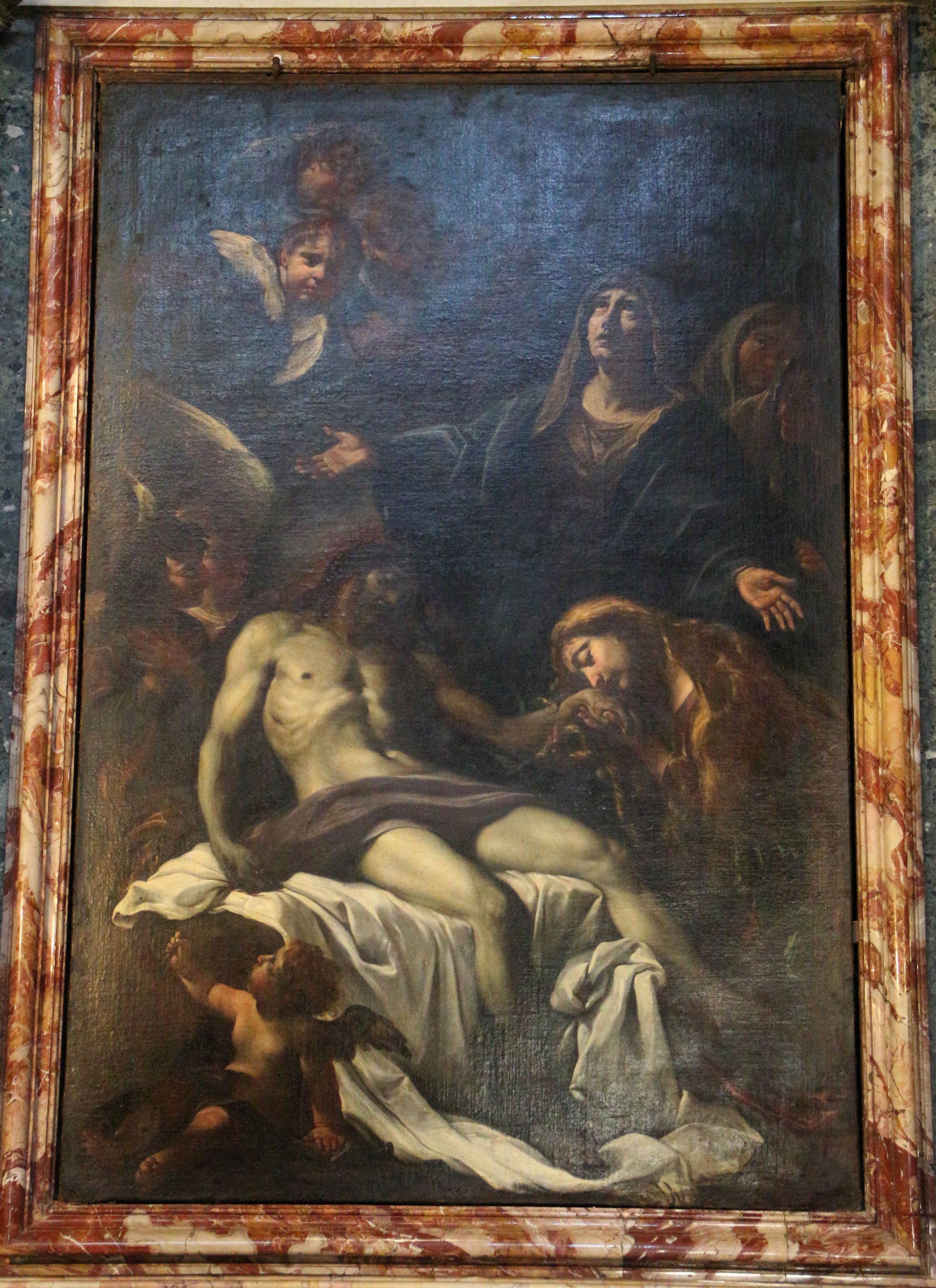
Deposizione

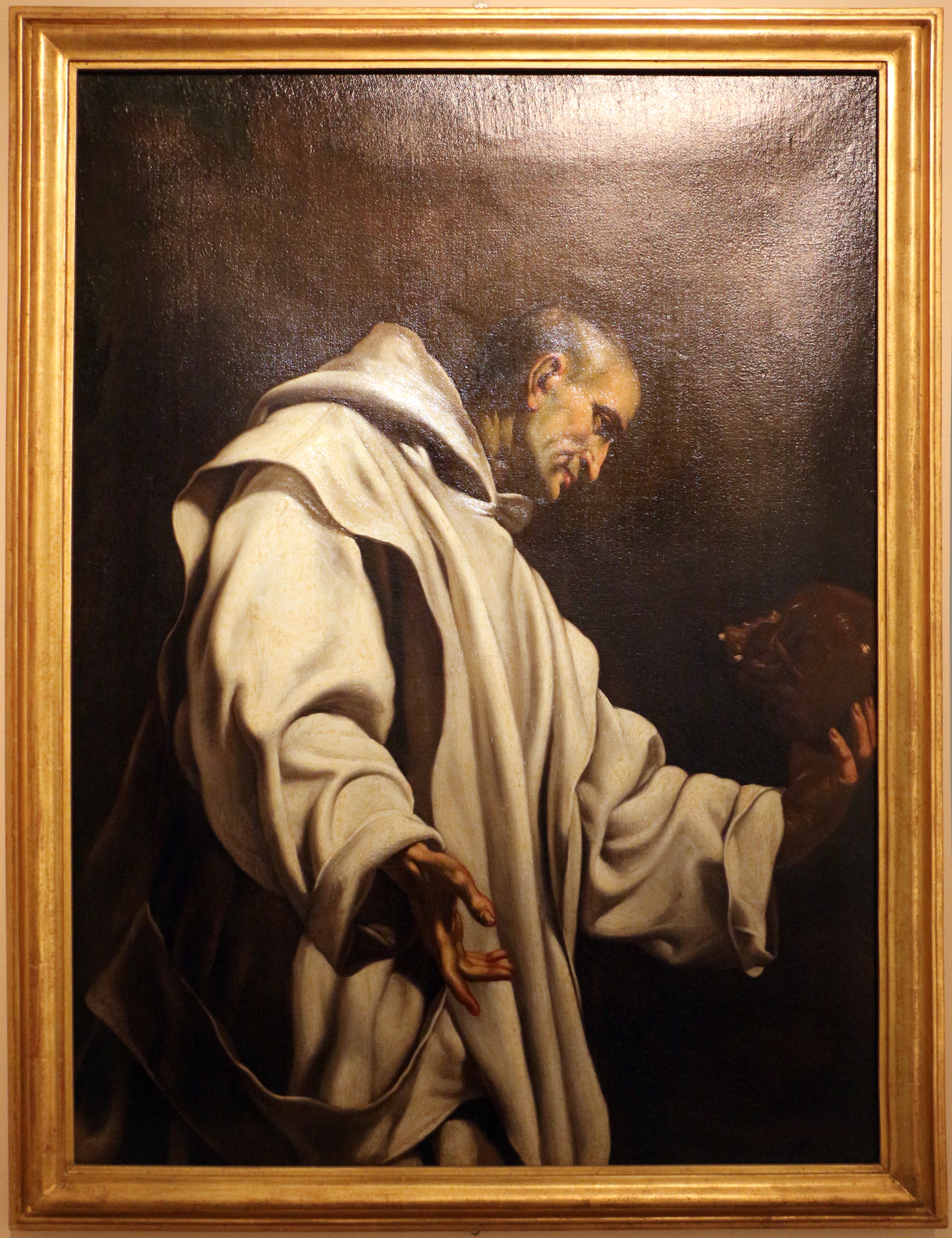
San Bruno

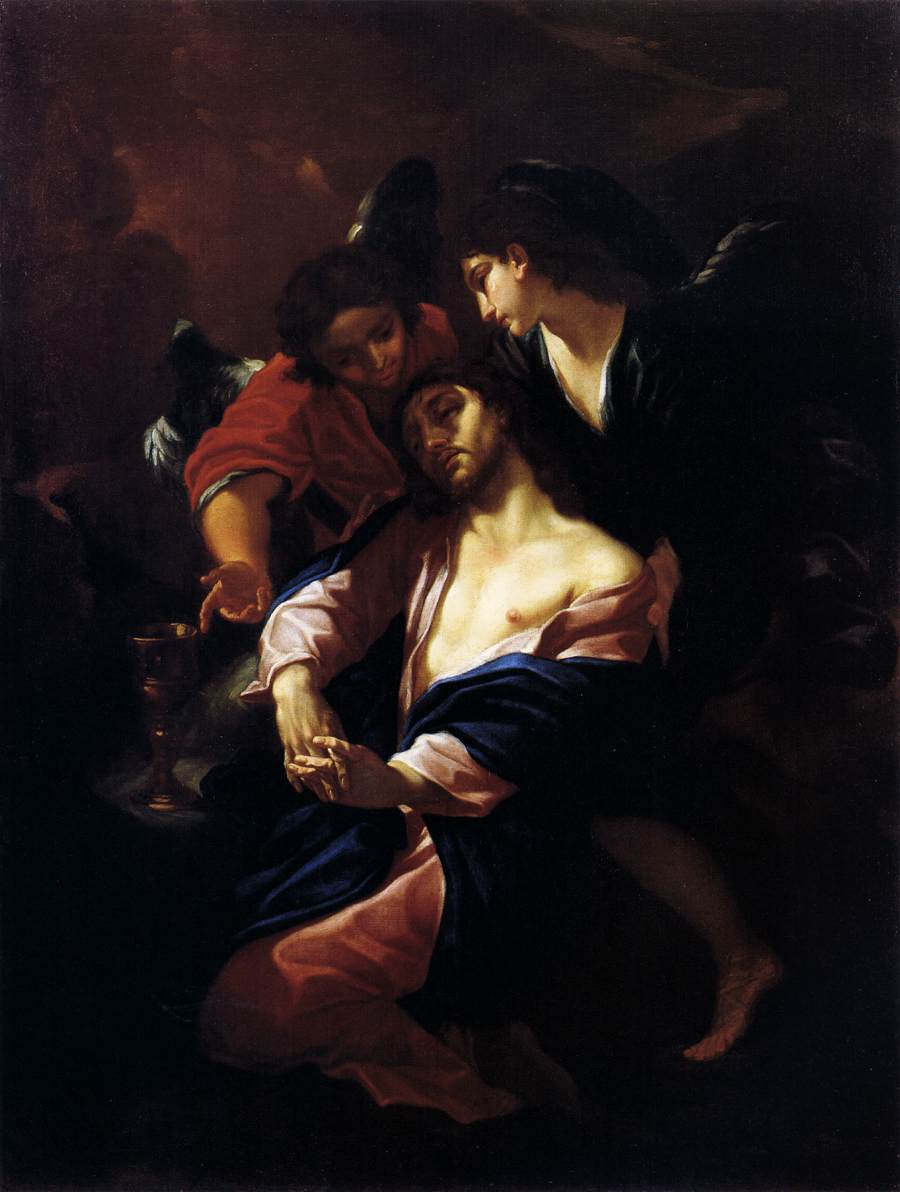
Gesù nel giardino dei Getsemani

Giacinto Brandi (Poli (Italia), 23 febbraio 1621 – Roma, 19 gennaio 1691) è stato un pittore italiano.

## Biografia
Nato a Roma, nella casa del padre Giovanni in via Giulia, fu battezzato nella Basilica di San Giovanni Battista dei Fiorentini. Lo storico dell'arte Bernardo De Dominici con atteggiamento fortemente campanilistico scrisse nelle Vite de pittori, scultori ed architetti napoletani non mai date alla luce da autore alcuno dedicate agli eccellentissimi signori, eletti della fedelissima città di Napoli (Napoli 1742-45) la falsa informazione secondo la quale il Brandi sarebbe nato a Gaeta.
Quando Giacinto aveva quattro anni, la famiglia si trasferì nei pressi della Basilica di Sant'Andrea delle Fratte. Dopo aver atteso l'apprendistato nella bottega di Alessandro Algardi, passò nel 1633 in quella di Giovanni Giacomo Sementi (allievo di Guido Reni), perché il suo primo maestro voleva avviarlo alla scultura, mentre egli desiderava dipingere. In seguito lavorò presso Giovanni Battista Magni e Giovanni Lanfranco sino al 1646.
Dopo aver lavorato a Napoli, dal 1638 si stabilì nuovamente a Roma, dove nel 1640 si sposò con Maria Teresa Cagieri, donna di origini francesi e si trasferì con lei in via della Croce, vicino a piazza di Spagna Nel 1637 entrò nella Congregazione dei Virtuosi al Pantheon. Dal 1651 frequentò l'Accademia di San Luca, di cui fu eletto principe nel 1668.
Ottenne da Papa Innocenzo X la nomina a cavaliere e l'affidamento di importanti lavori, tra cui il ciclo di affreschi nel Palazzo Pamphilj a Piazza Navona, grazie all'appoggio di mons. Francesco Sacchetti, canonico della Basilica di Santa Maria Maggiore e cameriere segreto del Pontefice, che era molto legato al fratello di Giacinto, l'abate Pietro Paolo Brandi.
La sua attività pittorica è visibile negli affreschi e dipinti presenti in molte chiese barocche, come il ciclo pittorico ad olio su muro della volta e delle pareti (1662-3) e la pala d'altare (1664) del succorpo di Sant'Erasmo nella cattedrale di Gaeta.
A Roma si trova la grande maggioranza dei suoi dipinti: gli affreschi della volta (1671-78) della Basilica dei Santi Ambrogio e Carlo al Corso, gli affreschi della volta e della controfacciata (1683-84) nella Chiesa di San Silvestro in Capite, il Martirio di San Biagio nella Chiesa di San Carlo ai Catinari, la decorazione della Chiesa di Gesù e Maria con la pala d'altare Incoronazione della Vergine (1680); il Martirio di Sant'Andrea (1685) nella Basilica di Santa Maria in Via Lata, il Martirio di San Federico (1651) nella Basilica di Santa Maria in Trastevere, Santa Margherita sconfigge il demonio (1683-85) nella Chiesa di Santa Margherita in Trastevere; la Trinità con il beato Bernardo Tolomei (1665-70) nella basilica di Santa Francesca Romana, i Santi quaranta martiri di Sebaste (1662) nella chiesa delle Santissime Stimmate di San Francesco, la Visione del beato Giovanni di San Facondo (1656) e Estasi della beata Rita da Cascia (1660) nella Basilica di Sant'Agostino in Campo Marzio, San Rocco intercede per i malati di peste (1673) e San Rocco in gloria (1674) nella Chiesa di San Rocco all'Augusteo; Compianto sul Cristo morto (1675-76), La salita al calvario e La flagellazione di Cristo nella Chiesa di Sant'Andrea al Quirinale.
Pregevole anche il ciclo di affreschi visibile nel Palazzo Pamphilj a Piazza Navona. Nella barocca chiesa di San Rocco a Parma si trova un pregevole quadro della Circoncisione di Gesù dipinto ad olio.